# Brachypeza stenoglottis
Brachypeza stenoglottis är en orkidéart som först beskrevs av Joseph Dalton Hooker, och fick sitt nu gällande namn av Leslie Andrew Garay. Brachypeza stenoglottis ingår i släktet Brachypeza och familjen orkidéer. Inga underarter finns listade i Catalogue of Life.